# Krute
Krute este un sat din comuna Ulcinj, Muntenegru. Conform datelor de la recensământul din 2003, localitatea are 606 locuitori (la recensământul din 1991 erau 1080 de locuitori).

## Demografie
În satul Krute locuiesc 428 de persoane adulte, iar vârsta medie a populației este de 37,0 de ani (35,5 la bărbați și 38,5 la femei). În localitate sunt 138 de gospodării, iar numărul mediu de membri în gospodărie este de 4,39.
|  |

| Demografie | Demografie | Demografie |
| An         | Locuitori  | Locuitori  |
| ---------- | ---------- | ---------- |
|            |            |            |
|            |            |            |
|            |            |            |
|            |            |            |
| 1948       | 610        |            |
| 1953       | 620        |            |
| 1961       | 681        |            |
| 1971       | 821        |            |
| 1981       | 882        |            |
| 1991       | 1080       | 749        |
| 2003       | 991        | 606        |

| \| Componența etnică conform recensământului din 2003[2] \| Componența etnică conform recensământului din 2003[2] \| Componența etnică conform recensământului din 2003[2] \| Componența etnică conform recensământului din 2003[2] \| Componența etnică conform recensământului din 2003[2] \| \| ----------------------------------------------------- \| ----------------------------------------------------- \| ----------------------------------------------------- \| ----------------------------------------------------- \| ----------------------------------------------------- \| \| \| \| \| \| \| \| Albanezi \| Albanezi \| \| 540 \| 89,1% \| \| Musulmani \| Musulmani \| \| 40 \| 6,6% \| \| Muntenegreni \| Muntenegreni \| \| 24 \| 3,96% \| \| necunoscută \| necunoscută \| \| 2 \| 0,33% \| |              |  |     |       |
| Componența etnică conform recensământului din 2003 |              |  |     |       |
| |              |  |     |       |
| Albanezi | Albanezi     |  | 540 | 89,1% |
| Musulmani | Musulmani    |  | 40  | 6,6%  |
| Muntenegreni | Muntenegreni |  | 24  | 3,96% |
| necunoscută | necunoscută  |  | 2   | 0,33% |